# Peter Prabhu
Peter Paul Prabhu (ur. 20 marca 1931 w Ćennaj; zm. 10 września 2013 w Rzymie) – indyjski duchowny katolicki, arcybiskup, dyplomata watykański.

## Życiorys
20 grudnia 1955 otrzymał święcenia kapłańskie. W 1960 rozpoczął przygotowanie do służby dyplomatycznej na Papieskiej Akademii Kościelnej. Od 1977 pracował w Papieskiej Radzie ds. Duszpasterstwa Migrantów i Podróżujących, będąc w latach 1987-1993 jej podsekretarzem.
13 listopada 1993 został mianowany przez Jana Pawła II nuncjuszem apostolskim w Zimbabwe oraz arcybiskupem tytularnym Tituli in Numidia. Sakry biskupiej 6 stycznia 1994 udzielił mu osobiście papież. W 2002 przeszedł na emeryturę.
Zmarł 10 września 2013 w Rzymie.